# Canton de Tourcoing-Sud
Le canton de Tourcoing-Sud est un ancien canton français, située dans le département du Nord et la région Nord-Pas-de-Calais.

## Composition

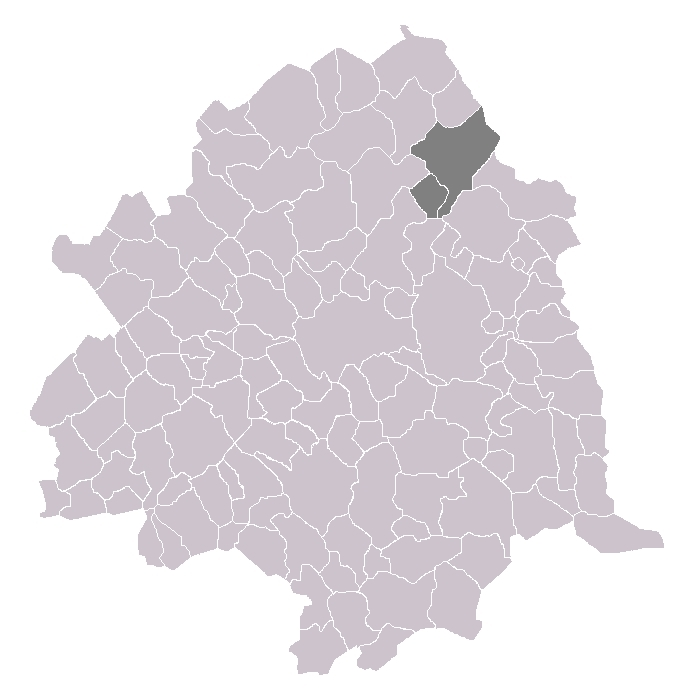
Canton de Tourcoing-Sud dans l'arrondissement de Lille

Le canton de Tourcoing-Sud regroupait les communes suivantes :
| Nom                   | Code Insee | Intercommunalité              | Population (dernière pop. légale)               |
| --------------------- | ---------- | ----------------------------- | ----------------------------------------------- |
| Tourcoing (chef-lieu) | 59599      | Métropole européenne de Lille | Fraction : 36 633(2012) Commune : 95 329 (2014) |
| Mouvaux               | 59421      | Métropole européenne de Lille | 13 118 (2014)                                   |

## Histoire
- De 1833 à 1848, les cantons de Tourcoing Nord et Tourcoing Sud avaient le même conseiller général. Le nombre de conseillers généraux était limité à 30 par département[1].

## Représentation

### Conseillers généraux de 1833 à 2015
| Date d'élection       | Identité                               | Parti                    | Qualité                                                                                                   |
| --------------------- | -------------------------------------- | ------------------------ | --- |
| 1833-1835 démission   | Louis Destombes-Rousselle              | Royaliste                | Négociant, ancien maire de Tourcoing (1822-1830)                                                          |
| 1835-1848             | Edouard Nicolas Defontaine (1789-1870) |                          | Magistrat Propriétaire à Marquette                                                                        |
| 1848-1852             | Charles (Carlos) Masurel               |                          | Négociant, maire de Tourcoing (1847-1849, 1853-1855), conseiller d'arrondissement                         |
| 1852-1861             | François Masurel Pollet                |                          | Négociant et industriel à Tourcoing                                                                       |
| 1861-1877             | Jules Leurent                          | Droite                   | Médecin puis filateur de lin et de coton Député (1871-1877) Conseiller municipal de Tourcoing             |
| 1877-1882 (décès)     | Gaspard Desurmont-Desurmont            | Droite                   | Ancien président de la Chambre de commerce de Tourcoing                                                   |
| 1882-1887 (démission) | Fidèle Lehoucq                         |                          | Adjoint au maire de Tourcoing                                                                             |
| 1887-1904             | Gustave Dron                           | Rad.                     | Docteur en médecine Maire de Tourcoing (1889-1919 et 1925-1930) Député (1889-1914) - Sénateur (1914-1930) |
| 1904-1910             | Victor Flament                         | Rad.                     | Adjoint au maire de Tourcoing                                                                             |
| 1910-1922 (décès)     | Joseph Fouquet-Lelong                  | Rad.                     | Directeur d'école en retraite à Ronchin Ancien conseiller municipal de Bondues                            |
| 1923-1934 (décès)     | Paul Maréchal                          | URD-RG                   | Président de l'Union des commerçants de Tourcoing                                                         |
| 1935-1940             | Albert Bailly                          | URD                      | Maire de Marcq-en-Barœul (1925-1944) Nommé conseiller départemental en 1943                               |
|                       |                                        |                          | |
| 1945-1964             | Léon Robichez                          | MRP                      | Maire de Marcq-en-Barœul (1945-1959) Directeur de ""Nord-Eclair""                                         |
| 1964-1976             | René Lecocq                            | UNR puis UDR             | Professeur de lycée Député (1958-1967) Maire de Tourcoing (1959-1977)                                     |
| 1976-1988             | Stéphane Dermaux                       | RI puis UDF              | Directeur commercial Maire de Tourcoing (1983-1989) Député (1986-1988) Député européen (1988-1989)        |
| 1988-2001             | Jean Richmond (1928-2016)              | RPR                      | Chef d'entreprise Maire de Mouvaux (1971-1996)                                                            |
| 2001-2008             | Patrick Delnatte                       | Union pour le Nord (RPR) | Négociant en matériaux de construction Député (1994-2007) Conseiller municipal de Tourcoing               |
| 2008-2015             | Brigitte Lherbier                      | Union pour le Nord (UMP) | Juriste titulaire d'un doctorat de droit Conseillère municipale de Tourcoing                              |

### Conseillers d'arrondissement (de 1833 à 1940)
| Période | Période | Identité                          | Étiquette                           | Qualité |
| ------- | ------- | --------------------------------- | ----------------------------------- | --- |
| 1833    | 1836    | Jean Baptiste Motte (1794-1864)   |                                     | Filateur à Tourcoing                                                                                        |
| 1836    | 1839    | Louis Wattine-Dervaux (1785-1840) |                                     | Manufacturier et négociant en laine, Tourcoing                                                              |
| 1839    | 1842    | Urbain Le Thierry (1790-1868)     |                                     | Propriétaire à Lille, membre de la Chambre de commerce                                                      |
| 1842    | 1848    | Charles (Carlos) Masurel          |                                     | Négociant à Tourcoing                                                                                       |
|         |         |                                   |                                     | |
| 1880    |         | Léon Ducrocq                      |                                     | Capitaine d'infanterie, propriétaire à Marcq-en-Barœul                                                      |
|         |         |                                   |                                     | |
| 1895    | 1901    | Victor Vincent                    | Radical                             | Médecin, maire de Mouvaux (1896-1904)                                                                       |
| 1901    | 1907    | Cyrille Desurmont                 | Républicain                         | Capitaine honoraire d'infanterie, ancien comptable, adjoint au maire de Mouvaux                             |
| 1907    | 1913    | Adolphe Lecomte-Dubar (1839-1918) | Libéral                             | Fabricant de chicorée, adjoint au maire de Tourcoing                                                        |
| 1919    | 1937    | Abel Leveugle                     | Radical puis FR                     | Employé de commerce, conseiller municipal de Tourcoing                                                      |
| 1937    | 1940    | Paul Durieux                      | Union et concentration républicaine | Adjoint au maire de Mouvaux                                                                                 |
| 1940    |         |                                   |                                     | Les conseils d'arrondissement ont été suspendus par la loi du 12 octobre 1940 et n'ont jamais été réactivés |

## Démographie
| 1962 | 1968 | 1975 | 1982 | 1990   | 1999   | 2006   | 2011   | 2012   |
| ---- | ---- | ---- | ---- | ------ | ------ | ------ | ------ | ------ |
| -    | -    | -    | -    | 48 831 | 48 891 | 49 206 | 49 244 | 50 261 |